# Suhayda János
Suhayda János (Miskolc, 1818. december 29. – Budapest, 1881. szeptember 18.) jogtudós, a Magyar Tudományos Akadémia levelező tagja (1864).

## Élete
Suhayda János, Suhayda Imre és Poroszkay Judit fia. Családjával 1821-ben Vácra költöztek, ott végezte gimnáziumi és bölcseleti tanulmányait. 1834-től a pesti egyetemen jogot hallgatott. Miután 1837-ben tanulmányait befejezte, fölvették a váci egyházmegyei papjelöltek közé és a bécsi Pázmány-intézetbe küldték teológiai tanfolyamra. 1839. április végén eldöntötte, hogy a papi pályát a jogra cseréli fel. Mialatt a doktori fokozat elnyerésére készült, a báró Rudics és Vojnits családoknál, majd a báró Aczél Antal Arad vármegyei főispán családjánál nevelősködött.
1841-ben jogi doktori oklevelet szerzett, utána 1842. május 12-étől Vác város tanácsnoka lett. 1848. március 19-én Uzovits János hétszemélynök, a pesti egyetemi jogi kar igazgatója Pestre hívta, hogy az egyházi törvényeket magyar nyelven adja elő az egyetemen. Tanszékét 1848. március 23-án foglalta el. Kánonjoggal, polgári és magánjoggal, valamint kereskedelmi és váltójoggal foglalkozott, elsőként adta elő a kánonjogot magyar nyelven. 1849 végén, miután Frank Ignác Bécsbe került a kodifikációhoz (Szinnyei szerint Suhayda János is kapott meghívást Bécsbe a magyarországi jogügyekkel foglalkozó bizottmányba), a magyar magánjogi tanszéken a helyettesítését ő látta el. Frank tragikus halála után, 1850 májusában azonban végleges rendes tanárként Wenzel Gusztávot bízták meg a magánjog előadására. Ekkor megkérdezése nélkül a Pozsonyi Akadémia igazgatójának és magánjogi tanárának nevezték ki, de mivel nem akart német nyelvű előadásokat tartani, megvált a tanári pályától.
1851-ben Pest vármegyei törvényszéki ülnökké, 1854-ben a kecskeméti törvényszék tanácsosává nevezték ki, és még ugyanabban az évben a székesfehérvári törvényszék alelnöke lett. Az abszolutizmus korát követő alkotmányos időben rendelkezési állapotba helyezték. 1862. július 25-én a magyar királyi helytartótanács tanácsosává nevezték ki. A Magyar Tudományos Akadémia 1864. január 20-án levelező tagjának választotta. 1867-ben az Igazságügy Minisztériumhoz osztálytanácsossá, 1868. január 3-án pedig a Hétszemélyes Tábla, majd a Kúria bírájává nevezték ki.
„Pihenésének szűkre szabott szabad óráiban” szívesen tartózkodott káposztásmegyeri szőlőbirtokán a családjával.
Jogi és jogtörténeti munkái alapvető jelentőségű műveknek számítanak a Bach-rendszer és a dualizmus kora törvénykezési rendszerének megismeréséhez. Szerkesztői tevékenységet is végzett.
Élete utolsó évtizedében előtanulmányokat folytatott a magyar jog dogmatikus fejlődését tartalmazó nagyobb munkához, de az anyag feldolgozásában hosszan elhúzódó betegsége gátolta. 1881. szeptember 18-án, Budapesten halt meg. A Magyar Tudományos Akadémián 1882. február 27-én Konek Sándor tartott fölötte emlékbeszédet.
Nagyobb értekezései: Adatok és eszmetöredékek a polgári házasságról (1868); Az irodalmi és művészi jogok a törvényhozás terén (1868); Észrevételek az egyetemi tantervet illetőleg; Pénzügyi törvényszékek (1869); A házassági válóperekről (1871). Cikkei megjelentek a Törvényszéki Csarnokban (1859) és a Jogtudományi Közlönyben (1868-1869, 1871, 1873).

## Munkái
- A Magyarországra szóló ideiglenes törvényszéki szerkezet és perlekedési rend polgári része (Pest, 1850)
- Váltójogtan (Pest, 1851)
- Szerződésjog (Pest, 1852)
- Az ideiglenes polgári perrendtartás (Pest, 1853)
- A Magyar-Horvát-Tótország, Szerbvajdaság, és Temesi Bánság számára 1852. september 16. kiadott és 1853. január 1. életbe lépő ideiglenes polgári perrendtartás hiv. magyar szövege gyakorlati magyarázatokkal, és iromány-példákkal felvilágosítva, birák-, felek- és ügyvédeknek kézi könyvül. Pest: Müller E., 1853. 341 p.
- Magyarország közjoga. Tekintettel annak történeti kifejlődésére és az 1848-ki törvényekre. (gr. Cziráky Antal után; Pest, 1861)
- A magyar polgári törvénykezés rendszere az országbíró értekezlet által megállapított ideiglenes törvénykezési szabályozásokhoz alkalmazva: Szerző. 1861., 203 p. (Pest, 1861; kiadták 1862., 1865., 1867. és 1869. években is)
- A magyar polgári anyagi magánjog rendszere az országbírói értekezlet által megállapított ideiglenes törvénykezési szabályokhoz alkalmazva.  Pest: Vodianer, 1862., XV, 480 p. (Pest, 1862; kiadták 1864., 1867., 1869., 1871. és 1874. években is)
- A köteles rész (1864; székfoglaló. Akadémiai Értesítő Uj Folyam)
- A magyar polgári törvénykezés rendszere az országbírói értekezlet által megállapított ideiglenes törvénykezési szabályokhoz alkalmazva.(3. kiadás) Pest: Trattner Károlyi, 1865., VI, 202 p.
- Tanulmányok a polgári magánjogi codificatió terén (Pest, 1866)
- A honosításról és a külföldiekről (Pest, 1867)
- A magyar polgári törvénykezési rendtartás: az 1868:LIV. t.c. és az arra vonatkozó igazságügy-ministeri rendeletek nyomán, tekintettel egyszersmind az O. B. értekezlet által megállapított törvénykezési szabályokra, 1848 előtti törvényeink és törvényszéki gyakorlatunkra. Pest: Akadémia, 1869., 309, X p.
- A magyar polgári anyagi magánjog rendszere az országbírói értekezlet által megállapított szabályokhoz és azóta a legújabb időig hozott törvényekhez alkalmazva. 6. átnézett és bővített kiadás. Budapest: Egyetemi Ny., 1874., XIV, 512 p.
- Emlékbeszéd Császár Ferenc tiszteleti tag fölött (Pest, 1871), 12 oldal. (Értekezések a Társadalmi Tudományok Köréből), MTA, Budapest, 1874, 2. kötet, 4. szám
- Vagyonjog (Pest, 1883)